# Пісковіддільник

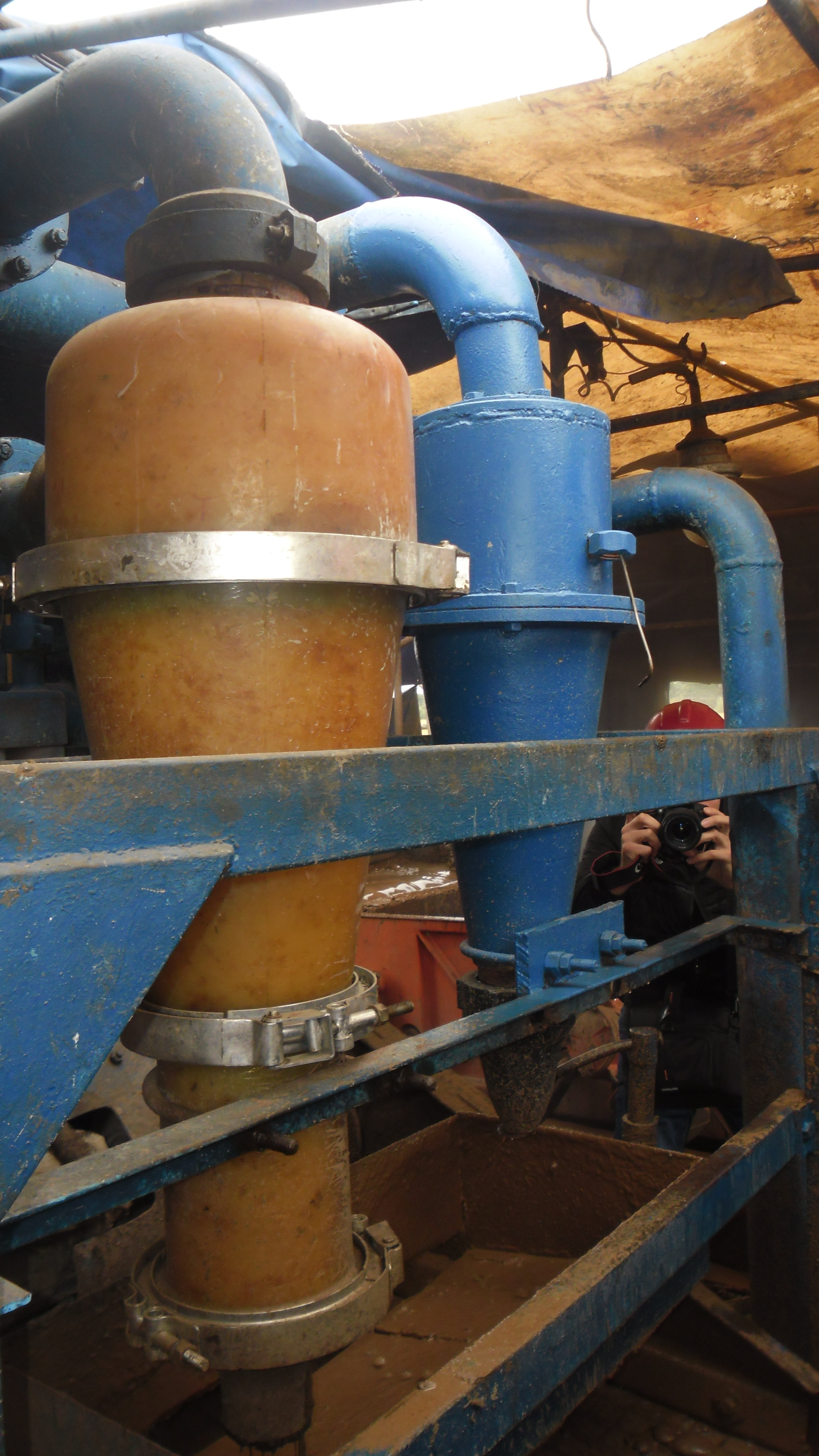
Рисю 1ю Циклонний пісковіддільник.

Рис. 2. Пісковідділювач ПГ-50
1 — гідроциклони; 2 — напірний колектор; 3 — зливна труба;
4 — стійки; 5 — піскові насадки; 6 — шламозбірник; 7 — прямокутні фланці

Пісковіддільник — пристрій для очищення бурового розчину від частинок вибуреної породи (розміром понад 0,08-0,10 мм).
Входить до складу циркуляційної системи бурового розчину і використовується як другий ступінь очищення після вібросита.
Пісковідділювач розміщують у циркуляційній системі після шламовловлювача, дегазатора та вібросита, тобто він служить четвертим ступенем очищення промивальної рідини.

## Пісковідділювач ПГ-50
Пісковідділювач ПГ-50 (рис. 2) складається з блоку гідроциклонів 1, встановлених в один ряд, напірного 2 і зливного 3 колекторів, шламозбірника 6 та стійок 4, які одночасно виконують роль зливних труб. У нижній частині гідроциклонів розміщені піскові насадки 5. Пісковідділювач змонтовано на зварній основі, виготовленій з прокату. Стійки до основи кріпляться за допомогою прямокутних фланців 7. Шламозбірник, встановлений під гідроциклонами, у днищі він має патрубок із засувкою для випуску пульпи. На напірному колекторі розміщений манометр (на рис. не показано), який фіксує величину тиску, під яким подається промивальна рідина в гідроциклони.